# Billy Test
Billy Test (* 21. Februar 1989 in Philipsburg, Pennsylvania) ist ein amerikanischer Jazzmusiker (Piano, Komposition, Arrangement), der seit 2018 der WDR Big Band angehört.

## Leben und Wirken
Test begann im Alter von sieben Jahren Klavier zu spielen. Er begann als klassischer Pianist. 2011 schloss er sein Bachelorstudium  an der William Paterson University mit einem Doppelabschluss in Jazz und klassischem Klavier mit summa cum laude ab und gewann im selben Jahr den ersten Konzertwettbewerb in der Geschichte dieser Universität. Im Mai 2015 absolvierte er sein Masterstudium an der Manhattan School of Music, wo Jim McNeely, Garry Dial, Phil Markowitz, Dave Liebman, Lisa Yui und Marjean Olson seine Lehrer waren. Weiterhin wurde er von Jean-Michel Pilc, Frank Kimbrough, Sophia Rosoff, Marc Mommaas und Fred Hersch unterrichtet.
Test spielte mit dem Village Vanguard Orchestra und Musikern wie Dave Liebman, Scott Robinson, Joel Frahm, Leon Parker, Ugonna Okegwo, Sheila Jordan, Noah Preminger, Bill Goodwin, Jay Leonhart, Billy Drummond, Jerry Bergonzi oder Dennis Mackrel. Als Solo-Pianist und mit seinem Quintett The Test Subjects trat er in New Yorker Clubs wie dem Cornelia Street Cafe oder dem Deer Head Inn auf. Er ist als Solist auf Miho Hazamas Alben Dancer in Nowhere sowie Beyond Orbits, Jon Di Fiores Yellow Petals, Olivia Foschis Fleeting Windows, Diane Hofmanns Do I Love You, Verena McBees Can't Help It!, Aimee Allens Wings Uncaged, Dominik Raabs Choose Loose, Sara Deckers Poetryfied, dem Album Time Will Tell von Ulf Meyer & Martin Wind und den Debütalben von Caris Hermes und Lennart Allkemper zu hören. Mit Malte Dürrschnabel, Henning Gailing und Dennis Mackrel bildete er das Cologne Jazz Quartet, das im Mainstream Jazz beheimatet 2024 das Album Con Alma veröffentlichte.
Als Lehrer unterrichtete er beim New York Jazz Workshop, in der Manhattan School of Music und am Manhattan School of Music Precollege. Er war Gastmusiker und Dozent an der Slippery Rock University, der University of Pittsburgh in Johnstown und der Penn State Summer Music Academy.
2018 übernahm er Frank Chasteniers Platz als Pianist in der WDR Big Band.

## Preise und Auszeichnungen
Test erhielt den zweiten Platz bei der Montreux Jazz Piano Competition 2017, einen Ehrenpreis bei der Pearl and Julius Young Music Competition 2011 und war Halbfinalist bei der Nottingham International Solo Jazz Piano Competition 2012. Er war zudem Gewinner des Graduate College in der Kategorie „herausragende Solisten“ bei den 2015 Student Music Awards des Down Beat.

## Diskographie (Auswahl)
- 2014: Intersecting Lines, mit Jason Kush (Saxophon); New Focus Recordings
- 2020: Segment, mit John Goldsby (Bass) und Hans Dekker (Drums); Bass Lion Music
- 2021: Coming Down Roses, mit Evan Gregor (Bass) und Ian Froman (Drums); Aveni Test Music
- 2021: Mia Brentano’s Summerhouse: New Music for 2 Pianos, mit Benyamin Nuss (2. Klavier); Produktion des WDR Köln, Produzent Michael Breugst; Mons Records